# Vîsokopil, Nikopol
Vîsokopil (în ucraineană Високопіль) este un sat în comuna Kirove din raionul Nikopol, regiunea Dnipropetrovsk, Ucraina.

## Demografie
Componența lingvistică a localității Vîsokopil
     Ucraineană (97,37%)
     Rusă (2,63%)
Conform recensământului din 2001, majoritatea populației localității Vîsokopil era vorbitoare de ucraineană (97,37%), existând în minoritate și vorbitori de rusă (2,63%).